# Чемпионат ВДФСОП по футболу среди женщин
В 1989 году впервые был организован массовый всесоюзный турнир женских команд, проводившийся по системе с разъездами. Однако из-за нежелания Госкомспорта СССР брать на себя лишнюю нагрузку, этот турнир организовала Федерация футбола профсоюзов СССР, и он назывался Чемпионатом Всесоюзного добровольного физкультурно-спортивного общества профсоюзов (ВДФСОП), хотя фактически являлся чемпионатом СССР. В том же 1989 году была создана Ассоциация женского футбола СССР.

## Высшая лига
| Высшая лига. Первая зона      | Высшая лига. Первая зона | Высшая лига. Первая зона | Высшая лига. Первая зона | Высшая лига. Первая зона | Высшая лига. Первая зона | Высшая лига. Первая зона |
| Команда                       | И                        | П                        | Н                        | П                        | РМ                       | О                        |
| ----------------------------- | ------------------------ | ------------------------ | ------------------------ | ------------------------ | ------------------------ | ------------------------ |
| 1. Динамо (Киев)              | 18                       | 13                       | 3                        | 2                        | 52—13                    | 29                       |
| 2. Нива (Барышевка)           | 18                       | 11                       | 5                        | 2                        | 29—11                    | 27                       |
| 3. Станка (Москва)            | 18                       | 11                       | 4                        | 3                        | 34—14                    | 26                       |
| 4. Локомотив (Москва)         | 18                       | 8                        | 5                        | 5                        | 17—17                    | 21                       |
| 5. Нива (Гродно)              | 18                       | 7                        | 6                        | 5                        | 22—12                    | 20                       |
| 6. Рута (Вильнюс)             | 18                       | 6                        | 5                        | 7                        | 21—19                    | 17                       |
| 7. Наири (Ереван)             | 18                       | 5                        | 3                        | 10                       | 13—38                    | 13                       |
| 8. Самарский (Днепропетровск) | 18                       | 4                        | 4                        | 10                       | 14—30                    | 12                       |
| 9. Заря (Николаев)            | 18                       | 3                        | 2                        | 13                       | 10—31                    | 8                        |
| 10. Текстильщик (Тирасполь)   | 18                       | 2                        | 3                        | 13                       | 8—35                     | 7                        |

| Высшая лига. Вторая зона      | Высшая лига. Вторая зона | Высшая лига. Вторая зона | Высшая лига. Вторая зона | Высшая лига. Вторая зона | Высшая лига. Вторая зона | Высшая лига. Вторая зона |
| Команда                       | И                        | П                        | Н                        | П                        | РМ                       | О                        |
| ----------------------------- | ------------------------ | ------------------------ | ------------------------ | ------------------------ | ------------------------ | ------------------------ |
| 1. Серп и Молот (Москва)      | 18                       | 12                       | 5                        | 1                        | 46—10                    | 29                       |
| 2. Бакинка (Баку)             | 18                       | 10                       | 5                        | 3                        | 25—9                     | 25                       |
| 3. Текстильщик (Раменское)    | 18                       | 11                       | 1                        | 6                        | 43—21                    | 23                       |
| 4. Скороход (Ленинград)       | 18                       | 9                        | 4                        | 5                        | 23—17                    | 22                       |
| 5. Легенда (Чернигов)         | 18                       | 9                        | 2                        | 7                        | 21—18                    | 20                       |
| 6. Днепр (Днепропетровск)     | 18                       | 7                        | 4                        | 7                        | 18—17                    | 18                       |
| 7. Визир (Кишинёв)            | 18                       | 6                        | 5                        | 7                        | 20—22                    | 17                       |
| 8. Киммерия (Симферополь)     | 18                       | 4                        | 3                        | 11                       | 15—38                    | 11                       |
| 9. Горьковчанка (Горький)     | 18                       | 1                        | 6                        | 11                       | 7—40                     | 8                        |
| 10. Луганочка (Ворошиловград) | 18                       | 2                        | 3                        | 13                       | 8—35                     | 7                        |

| Высшая лига. Третья зона  | Высшая лига. Третья зона | Высшая лига. Третья зона | Высшая лига. Третья зона | Высшая лига. Третья зона | Высшая лига. Третья зона | Высшая лига. Третья зона |
| Команда                   | И                        | П                        | Н                        | П                        | РМ                       | О                        |
| ------------------------- | ------------------------ | ------------------------ | ------------------------ | ------------------------ | ------------------------ | ------------------------ |
| 1. Арена (Киев)           | 18                       | 14                       | 2                        | 2                        | 53—11                    | 30                       |
| 2. МОГИФК (Малаховка)     | 18                       | 11                       | 3                        | 4                        | 25—14                    | 25                       |
| 3. Аврора (Ленинград)     | 18                       | 7                        | 6                        | 5                        | 21—16                    | 20                       |
| 4. Коттон (Каунас)        | 18                       | 7                        | 6                        | 5                        | 29—15                    | 20                       |
| 5. Сапфир (Москва)        | 18                       | 9                        | 2                        | 7                        | 21—22                    | 20                       |
| 6. Дебют-88 (Харьков)     | 18                       | 8                        | 2                        | 8                        | 19—33                    | 18                       |
| 7. Юность (Полтава)       | 18                       | 6                        | 3                        | 9                        | 23—30                    | 15                       |
| 8. МГУ (Москва)           | 18                       | 4                        | 4                        | 10                       | 16—29                    | 12                       |
| 9. ЗГУ (Запорожье)        | 18                       | 4                        | 3                        | 11                       | 21—42                    | 11                       |
| 10. Жемчужина (Краснодар) | 18                       | 2                        | 5                        | 11                       | 11—27                    | 9                        |

| Высшая лига. Турнир за звание чемпиона | Высшая лига. Турнир за звание чемпиона | Высшая лига. Турнир за звание чемпиона | Высшая лига. Турнир за звание чемпиона | Высшая лига. Турнир за звание чемпиона | Высшая лига. Турнир за звание чемпиона | Высшая лига. Турнир за звание чемпиона |
| Команда                                | И                                      | П                                      | Н                                      | П                                      | РМ                                     | О                                      |
| -------------------------------------- | -------------------------------------- | -------------------------------------- | -------------------------------------- | -------------------------------------- | -------------------------------------- | -------------------------------------- |
| 1. Нива ВЛ (Барышевка)                 | 5                                      | 3                                      | 2                                      | 0                                      | 6—3                                    | 8                                      |
| 2. Серп и Молот ВЛ (Москва)            | 5                                      | 3                                      | 1                                      | 1                                      | 10—2                                   | 7                                      |
| 3. Бакинка ВЛ (Баку)                   | 5                                      | 2                                      | 2                                      | 1                                      | 7—7                                    | 6                                      |
| 4. Арена ВЛ (Киев)                     | 5                                      | 2                                      | 2                                      | 1                                      | 4—3                                    | 6                                      |
| 5. МОГИФК ВЛ (Малаховка)               | 5                                      | 0                                      | 2                                      | 3                                      | 1—8                                    | 2                                      |
| 6. Станка (Москва)                     | 5                                      | 0                                      | 1                                      | 4                                      | 5—10                                   | 1                                      |

| Высшая лига. Турнир за 7 место | Высшая лига. Турнир за 7 место | Высшая лига. Турнир за 7 место | Высшая лига. Турнир за 7 место | Высшая лига. Турнир за 7 место | Высшая лига. Турнир за 7 место | Высшая лига. Турнир за 7 место |
| Команда                        | И                              | П                              | Н                              | П                              | РМ                             | О                              |
| ------------------------------ | ------------------------------ | ------------------------------ | ------------------------------ | ------------------------------ | ------------------------------ | ------------------------------ |
| 7. Текстильщик ВЛ (Раменское)  | 5                              | 4                              | 1                              | 0                              | 11—4                           | 9                              |
| 8. Скороход ВЛ (Ленинград)     | 5                              | 3                              | 2                              | 0                              | 6—3                            | 8                              |
| 9. Нива ВЛ (Гродно)            | 5                              | 1                              | 2                              | 2                              | 2—5                            | 4                              |
| 10. Аврора ВЛ (Ленинград)      | 5                              | 1                              | 2                              | 2                              | 3—4                            | 4                              |
| 11. Коттон (Каунас)            | 5                              | 1                              | 1                              | 3                              | 3—5                            | 3                              |
| 12. Локомотив (Москва)         | 5                              | 0                              | 2                              | 3                              | 2—6                            | 2                              |

| Высшая лига. Турнир за 13 место | Высшая лига. Турнир за 13 место | Высшая лига. Турнир за 13 место | Высшая лига. Турнир за 13 место | Высшая лига. Турнир за 13 место | Высшая лига. Турнир за 13 место | Высшая лига. Турнир за 13 место |
| Команда                         | И                               | П                               | Н                               | П                               | РМ                              | О                               |
| ------------------------------- | ------------------------------- | ------------------------------- | ------------------------------- | ------------------------------- | ------------------------------- | ------------------------------- |
| 13. Визир ВЛ (Кишинёв)          | 4                               | 2                               | 2                               | 0                               | 4—2                             | 6                               |
| 14. Наири ВЛ (Ереван)           | 4                               | 2                               | 2                               | 0                               | 3—1                             | 6                               |
| 15. Дебют-88 ВЛ (Харьков)       | 4                               | 2                               | 0                               | 2                               | 8—5                             | 4                               |
| 16. Легенда ВЛ (Чернигов)       | 4                               | 0                               | 3                               | 1                               | 2—3                             | 3                               |
| 17. Сапфир ВЛ (Москва)          | 4                               | 0                               | 1                               | 3                               | 0—6                             | 1                               |
| 18. Рута (Вильнюс)              | Неявка                          | Неявка                          | Неявка                          | Неявка                          | Неявка                          | Неявка                          |

| Высшая лига. Турнир за 19 место   | Высшая лига. Турнир за 19 место | Высшая лига. Турнир за 19 место | Высшая лига. Турнир за 19 место | Высшая лига. Турнир за 19 место | Высшая лига. Турнир за 19 место | Высшая лига. Турнир за 19 место |
| Команда                           | И                               | П                               | Н                               | П                               | РМ                              | О                               |
| --------------------------------- | ------------------------------- | ------------------------------- | ------------------------------- | ------------------------------- | ------------------------------- | ------------------------------- |
| 19. МГУ ВЛ (Москва)               | 6                               | 3                               | 1                               | 2                               | 9—7                             | 7                               |
| 20. Киммерия 1Л (Симферополь)     | 6                               | 3                               | 1                               | 2                               | 12—12                           | 7                               |
| 21. ЗГУ 1Л (Запорожье)            | 6                               | 2                               | 2                               | 2                               | 12—11                           | 6                               |
| 22. Самарский ВЛ (Днепропетровск) | 6                               | 1                               | 2                               | 3                               | 8—11                            | 4                               |
| 23. Заря (Николаев)               | Неявка                          | Неявка                          | Неявка                          | Неявка                          | Неявка                          | Неявка                          |
| 24. Горьковчанка 2Л (Горький)     | Неявка                          | Неявка                          | Неявка                          | Неявка                          | Неявка                          | Неявка                          |

| Высшая лига. Турнир за 25 место  | Высшая лига. Турнир за 25 место | Высшая лига. Турнир за 25 место | Высшая лига. Турнир за 25 место | Высшая лига. Турнир за 25 место | Высшая лига. Турнир за 25 место | Высшая лига. Турнир за 25 место |
| Команда                          | И                               | П                               | Н                               | П                               | РМ                              | О                               |
| -------------------------------- | ------------------------------- | ------------------------------- | ------------------------------- | ------------------------------- | ------------------------------- | ------------------------------- |
| 25. Днепр 1Л (Днепропетровск)    | 6                               | 5                               | 1                               | 0                               | 11—1                            | 11                              |
| 26. Луганочка 1Л (Ворошиловград) | 6                               | 2                               | 3                               | 1                               | 4—2                             | 7                               |
| 27. Жемчужина 1Л (Краснодар)     | 6                               | 1                               | 3                               | 2                               | 3—5                             | 5                               |
| 28. Юность (Полтава)             | 6                               | 0                               | 1                               | 5                               | 3—13                            | 1                               |
| 29. Текстильщик (Тирасполь)      | Неявка                          | Неявка                          | Неявка                          | Неявка                          | Неявка                          | Неявка                          |
| 30. Динамо ВЛ (Киев)             | Неявка                          | Неявка                          | Неявка                          | Неявка                          | Неявка                          | Неявка                          |

Из 30-ти команд Высшей лиги ВДФСОП:
- 17 команд примут участие в Высшей лиге 1-го Чемпионата СССР 1990
- 5 команд — в Первой лиге Чемпионата СССР 1990
- 1 команда — во Второй лиге Чемпионата СССР 1990

## Первая лига
| Первая лига. Группа «А»   | Первая лига. Группа «А» | Первая лига. Группа «А» | Первая лига. Группа «А» | Первая лига. Группа «А» | Первая лига. Группа «А» | Первая лига. Группа «А» |
| Команда                   | И                       | П                       | Н                       | П                       | РМ                      | О                       |
| ------------------------- | ----------------------- | ----------------------- | ----------------------- | ----------------------- | ----------------------- | ----------------------- |
| 1. Грация (Алма-Ата)      | 20                      | 11                      | 7                       | 2                       | 34—11                   | 29                      |
| 2. Сибирячка (Красноярск) | 20                      | 7                       | 11                      | 2                       | 30—10                   | 25                      |
| 3. Олимп 1Л (Караганда)   | 20                      | 10                      | 4                       | 6                       | 31—21                   | 24                      |
| 4. Тохучу 1Л (Баку)       | 20                      | 8                       | 4                       | 8                       | 18—18                   | 20                      |
| 5. Азалия 1Л (Фрунзе)     | 20                      | 0                       | 2                       | 8                       | 13—66                   | 2                       |

| Первая лига. Группа «Б» | Первая лига. Группа «Б» | Первая лига. Группа «Б» | Первая лига. Группа «Б» | Первая лига. Группа «Б» | Первая лига. Группа «Б» | Первая лига. Группа «Б» |
| Команда                 | И                       | П                       | Н                       | П                       | РМ                      | О                       |
| ----------------------- | ----------------------- | ----------------------- | ----------------------- | ----------------------- | ----------------------- | ----------------------- |
| 1. Надежда (Могилёв)    | 30                      | 14                      | 11                      | 5                       | 33—16                   | 39                      |
| 2. Волжанка (Чебоксары) | 30                      | 11                      | 14                      | 5                       | 28—14                   | 36                      |
| 3. Севиндж 1Л (Баку)    | 30                      | 12                      | 10                      | 8                       | 31—21                   | 34                      |
| 4. Олимп (Фрязино)      | 30                      | 9                       | 13                      | 8                       | 28—31                   | 31                      |
| 5. Виктория 1Л (Кашира) | 30                      | 8                       | 9                       | 13                      | 29—34                   | 25                      |
| 6. Виктория (Волгоград) | 30                      | 4                       | 7                       | 19                      | 8—51                    | 15                      |

| Первая лига. Группа «В»     | Первая лига. Группа «В» | Первая лига. Группа «В» | Первая лига. Группа «В» | Первая лига. Группа «В» | Первая лига. Группа «В» | Первая лига. Группа «В» |
| Команда                     | И                       | П                       | Н                       | П                       | РМ                      | О                       |
| --------------------------- | ----------------------- | ----------------------- | ----------------------- | ----------------------- | ----------------------- | ----------------------- |
| 1. Латвия (Рига)            | 30                      | 19                      | 9                       | 2                       | 55—9                    | 47                      |
| 2. Штурм (Питкяранта)       | 30                      | 12                      | 14                      | 4                       | 34—15                   | 38                      |
| 3. Жилищник 1Л (Саранск)    | 30                      | 14                      | 6                       | 10                      | 40—31                   | 34                      |
| 4. Ани (Ереван)             | 30                      | 10                      | 11                      | 9                       | 28—28                   | 31                      |
| 5. Звезда 1Л (Загорск)      | 30                      | 6                       | 9                       | 15                      | 24—45                   | 21                      |
| 6. Надежда 1Л (Воскресенск) | 30                      | 2                       | 5                       | 23                      | 12—65                   | 9                       |

Финальный этап состоялся в Могилеве с 16 по 23 октября 1989 года
| Первая лига. Переходный турнир | Первая лига. Переходный турнир | Первая лига. Переходный турнир | Первая лига. Переходный турнир | Первая лига. Переходный турнир | Первая лига. Переходный турнир | Первая лига. Переходный турнир |
| Команда                        | И                              | П                              | Н                              | П                              | РМ                             | О                              |
| ------------------------------ | ------------------------------ | ------------------------------ | ------------------------------ | ------------------------------ | ------------------------------ | ------------------------------ |
| 1. Надежда ВЛ (Могилёв)        | 5                              | 4                              | 0                              | 1                              | 8—2                            | 8                              |
| 2. Волжанка ВЛ (Чебоксары)     | 5                              | 3                              | 1                              | 1                              | 5—2                            | 7                              |
| 3. Латвия 1Л (Рига)            | 5                              | 2                              | 2                              | 1                              | 4—2                            | 6                              |
| 4. Грация ВЛ (Алма-Ата)        | 5                              | 1                              | 3                              | 1                              | 3—3                            | 5                              |
| 5. Сибирячка ВЛ (Красноярск)   | 5                              | 0                              | 3                              | 2                              | 1—3                            | 3                              |
| 6. Штурм 1Л (Питкяранта)       | 5                              | 0                              | 1                              | 4                              | 0—9                            | 1                              |

Из 17-ти команд Первой лиги ВДФСОП:
- 4 команды примут участие в Высшей лиге 1-го Чемпионата СССР 1990
- 9 команд — в Первой лиге Чемпионата СССР 1990

## Результаты
- Самая крупная победа в высшей лиге — 9:0 («Динамо» Киев — «Текстильщик» Тирасполь).
- Самая крупная победа в первой лиге — 9:0 («Сибирячка» Красноярск — «Азалия» Фрунзе).